# Sukuta (Central River Region)
Sukuta ist eine Ortschaft im westafrikanischen Staat Gambia.
Nach einer Berechnung für das Jahr 2013 leben dort etwa 1491 Einwohner, das Ergebnis der letzten veröffentlichten Volkszählung von 1993 betrug 1109.

## Geographie
Sukuta, in der Central River Region im Distrikt Niani am nördlichen Ufer des Gambia-Flusses liegt von der North Bank Road, einer wichtigen Fernstraße von Gambia, rund acht Kilometer südwestlich entfernt. Sukuta liegt dabei an einer Straße die südwestlich nach Barajally führt.

## Kultur und Sehenswürdigkeiten
Bei Sukuta ist ein isolierter Menhir, ein Teil der Senegambischen Steinkreise, als Kultstätte bekannt.